# Dipendenza da sesso virtuale
La dipendenza da sesso virtuale, conosciuta anche come Internet dipendenza dal sesso e  cybersex dipendenza, viene considerata come una dipendenza sessuale caratterizzata da attività sessuale virtuale su Internet, che può provocare gravi problemi al fisico, alla mente, sociale e alle finanze dell'individuo affetto. Esso può anche essere considerato un sottotipo del disturbo da dipendenza da Internet teorizzato. Tale dipendenza si manifesta con vari comportamenti: leggere storie erotiche; la visualizzazione, il download o il trading on-line pornografico; attività online in stanze virtuali di chat per adulti; relazioni cybersex; la masturbazione online, che contribuisce alla propria eccitazione sessuale; la ricerca di partner sessuali offline e informazioni sull'attività sessuale.

## Definizione
Il cybersex comprende tutte le attività sessuali che possono essere svolte tramite Internet, come la partecipazione a chat erotiche, phone-sex, sesso virtuale tramite webcam o videochiamate. 
Gli individui dipendenti da sesso virtuale trascorrono gran parte del loro tempo nelle chat erotiche, dove interagiscono con altri utenti scambiandosi messaggi, foto della propria nudità o videochiamate. Sebbene queste attività presentino caratteristiche che le differenziano l’una dall’altra, hanno in comune l’interazione attiva tra gli utenti che vi partecipano. La dimensione interattiva e relazionale propria delle diverse modalità di cyber sex permette di differenziarle dalla dipendenza da pornografia, caratterizzata da una fruizione passiva del materiale sessuale senza alcuna interazione tra gli utenti.

## Prevalenza del disturbo
Alcuni studi statunitensi hanno permesso di stimare che un quinto degli individui con una diagnosi di dipendenza da internet presenta una dipendenza da sesso virtuale. 
Per quanto riguarda l'Italia, una recente indagine ha trovato che, su un campione di 500 persone, il 4% presentava una dipendenza da cyber-sex. Inoltre, lo studio ha messo in luce che, mentre la dipendenza da pornografia interessa maggiormente la popolazione maschile (80%), la dipendenza da sesso virtuale sembra essere più frequente tra le donne (60%). Questi dati contribuiscono a testimoniare l'esistenza di due fenomeni distinti. 

## Cause del disturbo
Alla base del disturbo possono essere rintracciate differenti cause, tra le quali:
- la presenza di psicopatologie preesistenti come la depressione
- condotte a rischio come un utilizzo eccessivo di Internet
- ritiro sociale[8].

## Segni clinici
Secondo Young (1998) è possibile ipotizzare la presenza del disturbo quando l’individuo:
1. in seguito ad un’iniziale eccitazione dovuta alla scoperta casuale del materiale cyber-sex, inizia a ricercarlo attivamente
2. trascorre molto tempo nelle chatroom erotiche nella speranza di trovare materiale cyber-sex
3. ricerca attivamente un partner sessuale online
4. comunica in modo anonimo fantasie sessuali atipiche, che non riuscirebbe ad esplicitare nella vita reale
5. si masturba durante le chat erotiche con l’obiettivo di provocare piacere nei partner sessuali online
6. nutre aspettative di gratificazione sessuale nelle successive sessioni
7. spazia tra diverse modalità di cyber-sex come chat erotiche, phone-sex e videochiamate
8. nasconde alle persone che lo circondano nella vita reale la sua condotta
9. prova sensi di colpa, imbarazzo o vergogna per il suo comportamento[9].